# موسوعة إنترنت
موسوعة الإنترنت (بالإنجليزية: Online encyclopedia)‏ هي الموسوعة التي يمكن الوصول إلى محتوياتها من خلال شبكة الإنترنت، مثل ويكيبيديا. يرجع عهد بناء موسوعة حرة على الإنترنت إلى مقترح إنتربيديا عام 1993؛ والتي كان من المخطط لها أن تكون موسوعة على الإنترنت يمكن لأي شخص أن يشارك فيها، وأن يساهم بإضافة المحتويات إليها. لم يبرح هذا المشروع مراحل التخطيط إطلاقا، ومن ثم تجاوزته موسوعات قديمة مطبوعة.

## رقمنة المحتوى القديم
بدأ مشروع غوتنبرغ في يناير 1995 بنشر الطبعة الحادية عشرة من موسوعة بريتانيكا (1911) على هيئة نصوص أسكي، لكن عدم الإتفاق حول الطريقة أدى إلى توقف المشروع عند نشر المجلد الأول. نشر هذا المشروع باسم موسوعة غوتنبرغ لأسباب تتعلق بالعلامة التجارية. في عام 2002، نشرت مقالات نص أسكي و48 صوت الموسيقى على موسوعة بريتانيكا الطبعة الحادية عشرة. بدأ مشروع غوتنبرغ إعادة العمل على رقمنة ومراجعة وتصحيح هذه الموسوعة؛ بحلول يونيو 2005 لم تكن نشرت بعد.
في تلك الأثناء، لمواجهة المنافسة من مشروعات منافسيها مثل إنكارتا، قام ناشرو آخر نسخة من بريتانيكا برقمنة الموسوعة، ومن ثم اتاحوها أولا على هيئة قرص مضغوط، ثم لاحقا من خلال خدمات على الإنترنت. حققت مشاريع رقمنة آخرى تقدما في مجالات عدة. أحد الأمثلة على ذلك هو قاموس ايستون للكتاب المقدس الذي قامت على رقمنته المكتبة الكلاسيكية الأثيرية المسيحية. من الأمثلة الهامة والناجحة لرقمنة الموسوعات، مشروع موقع Bartleby.com لتهيئة وتعديل موسوعة كولومبيا في طبعتها السادسة، منذ بواكير عام 2000، حيث تحدث محتوياتها بصفة دورية.

## إنشاء محتوى جديد
هناك مجال آخر للنشاط، يتمثل في إنشاء محتويات جديدة وحرة استنادا على جهود تطوعية. قام المشاركون في أحد مجموعات يوزنت الإخبارية هي alt.fan.douglas-adams عام 1991 بإصدار نسخة حقيقية من دليل المسافر إلى المجرة، وهي موسوعة خيالية مستخدمة في أعمال دوغلاس آدمز. عرف المشروع باسم مشروع الدليل المجرّي (أو: مشروع دليل المجرة). على الرغم من كونها هدفت في الأصل إلى أن تتضمن مقالات حقيقية ووقائع فقط، إلا أن السياسة قد تغيرت بما يسمح بوجود مقالات شبة حقيقية وغير واقعية وتشجيعيها أيضا. احتوى مشروع الدليل المجرّي على 1,700 مقالة، لكن لم تضاف أيه مقالة جديدة منذ عام 2000، وربما يرجع ذلك جزئيا إلى تأسيس H2G2، وهو مشروع رسمي بصورة أكثر وعلى نفس النحو.
أما عن المجال العربي، فقد بنيت مواقع موسوعات الإنترنت اللغة بالعربية على الشبكة، منها موقع موسوعة المعرفة، موسوعة موضوع، موسوعة نول، بالإضافة إلى ويكيبيديا العربية وغيرها.

## وصلات خارجية
- Encyclopedias على مشروع الدليل المفتوح